# 요아킴 멜레
요아킴 멜레 페데르센(덴마크어: Joakim Mæhle Pedersen, 1997년 5월 20일 ~)는 덴마크의 축구 선수로 현재 분데스리가의 VfL 볼프스부르크에서 풀백으로 활약 중이다.